# پاوان (همدان)
پاوان، روستایی از توابع (بخش پیشخور) شهرستان فامنین در استان همدان ایران است.
دارای خدمات اب برق گاز تلفن GSM سیم کارتی 
دهیاری پایگاه اتش نشانی خانه بهداشت و مدرسه ابتدایی و جمعیت متغیراز ۳۶۹نفر در زمستان و ۷۰۰نفر در تابستان میباشد

## جمعیت
این روستا در دهستان پیشخور قرار دارد و براساس سرشماری مرکز آمار ایران در سال ۱۳۹۵، جمعیت آن ۳۶۹ نفر (۱۱۸ خانوار) بوده‌است. روستاهای مجاور سيدآباد  از طرف غرب  روستای زاغلچه از طرف شرق  روستای خان حصاری از طرف جنوب و روستای خيانک قشلاق از طرف شمال هم مرز می‌باشد.

## نگارخانه

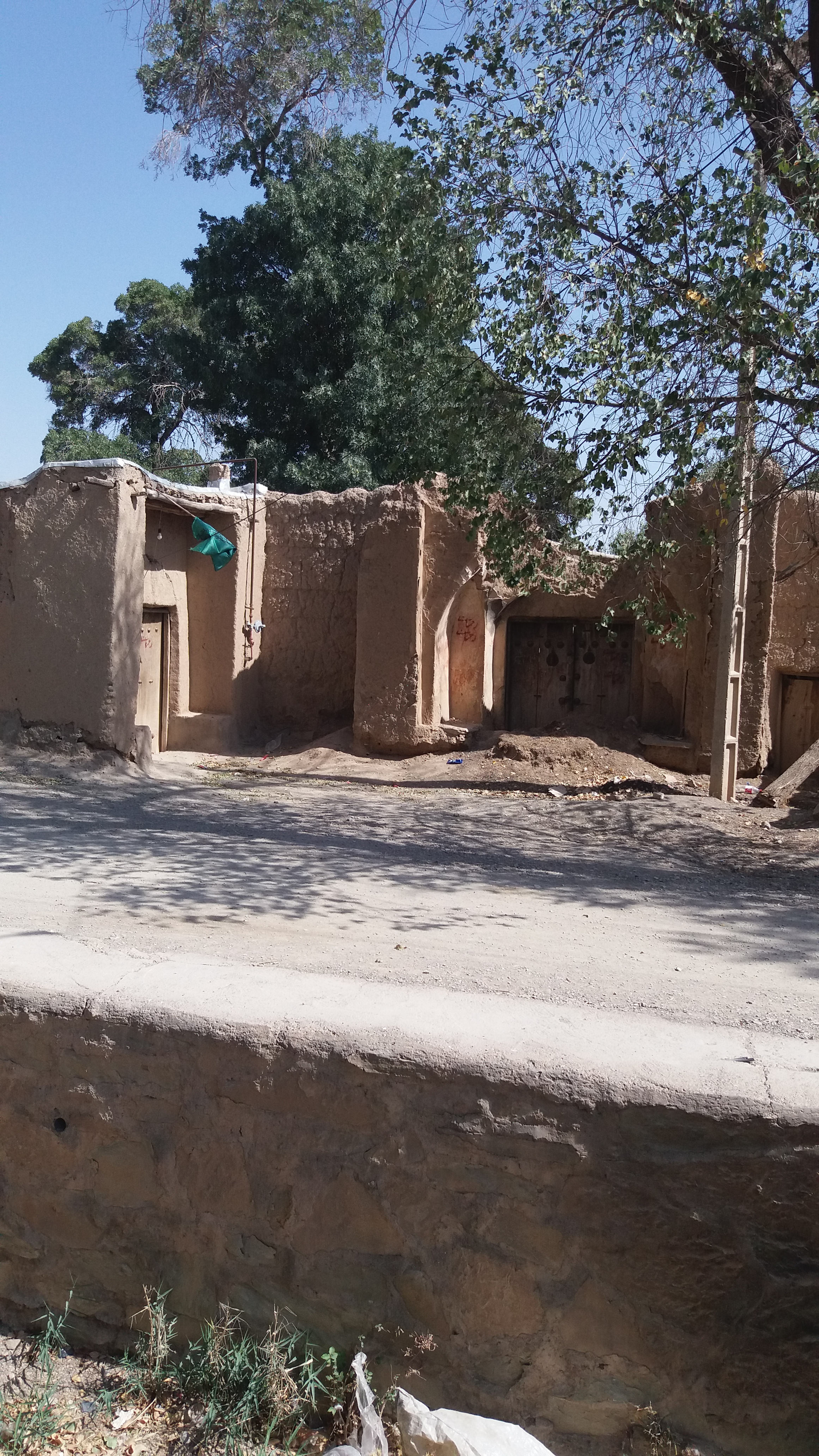
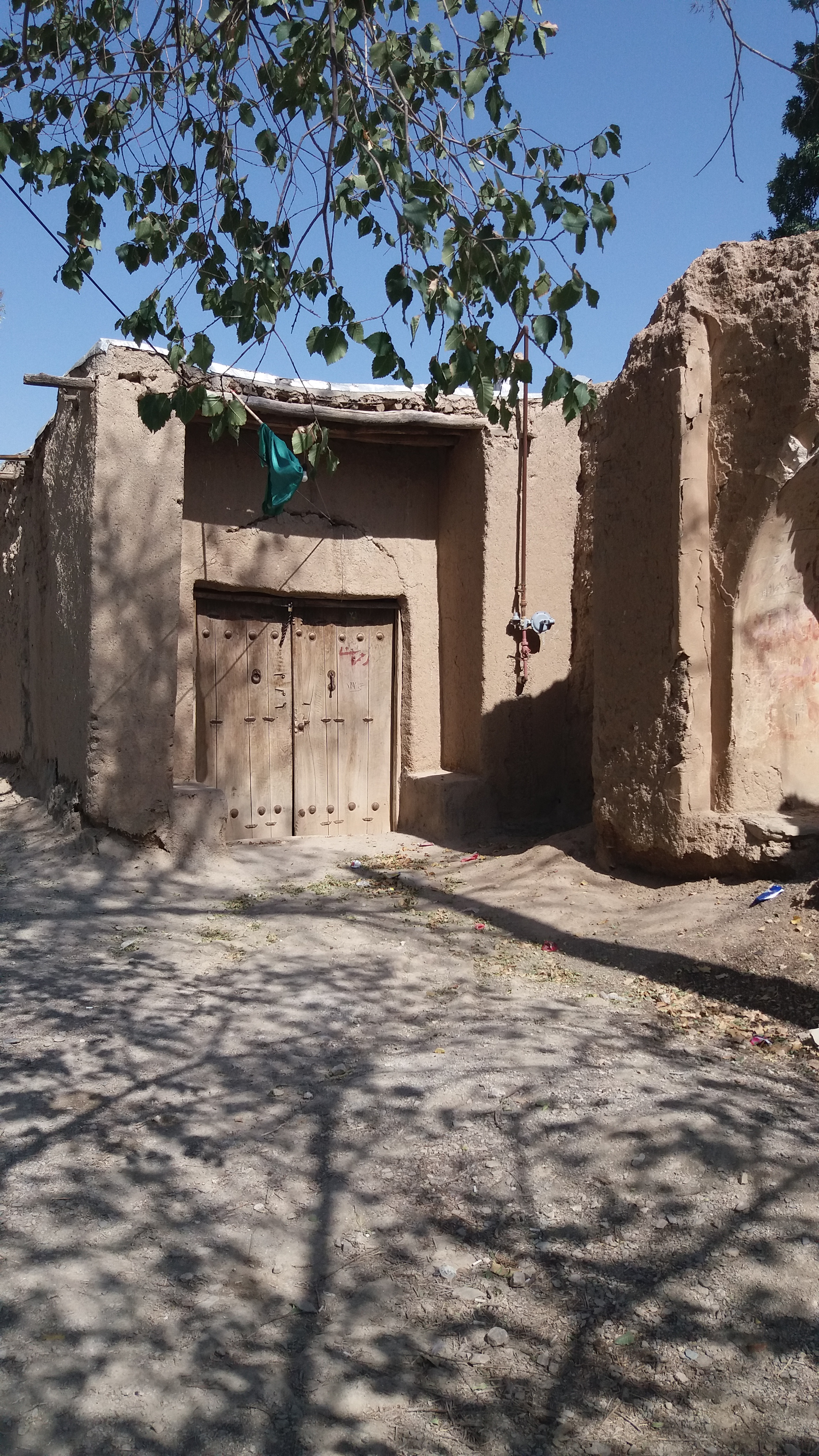
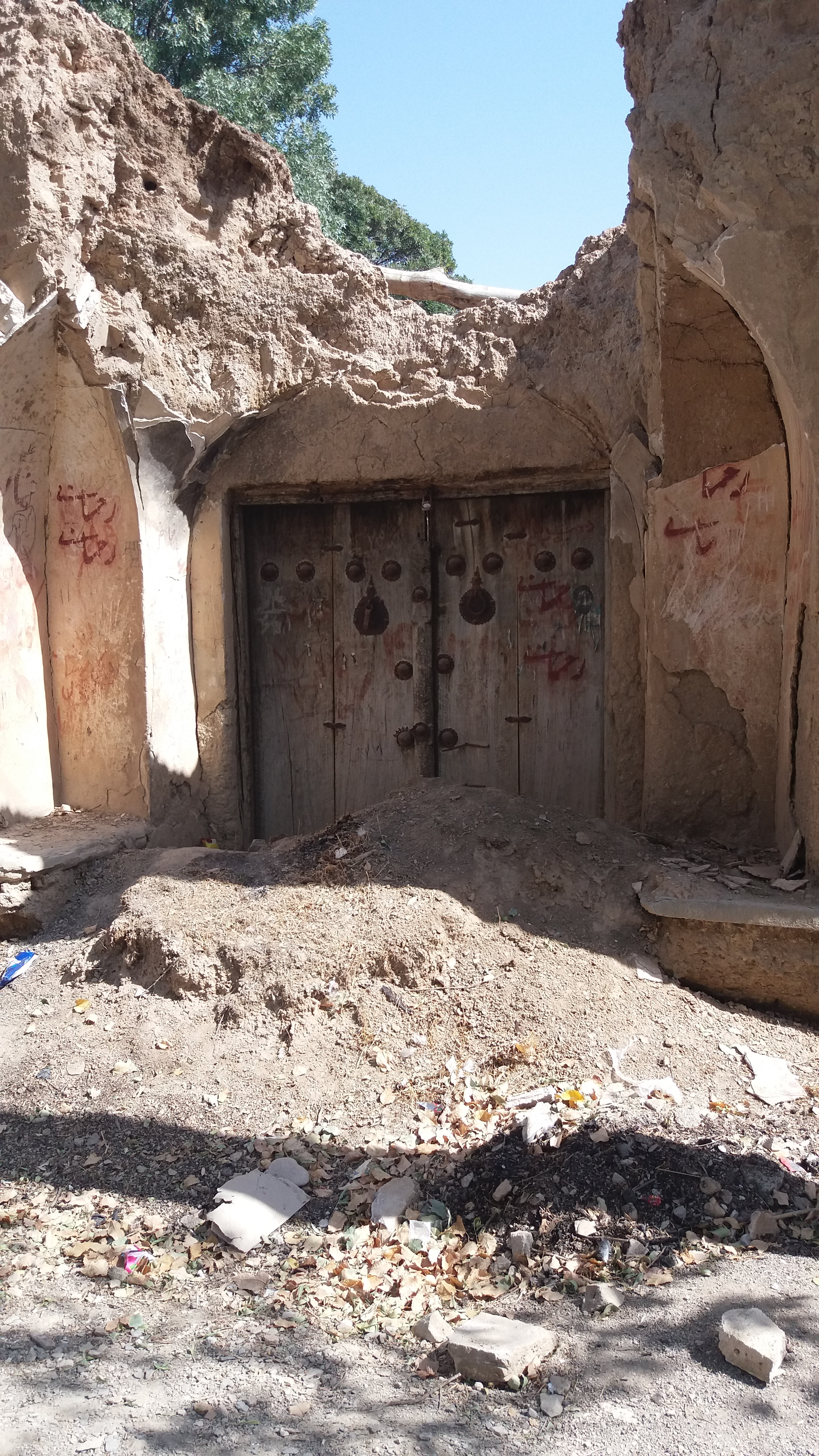

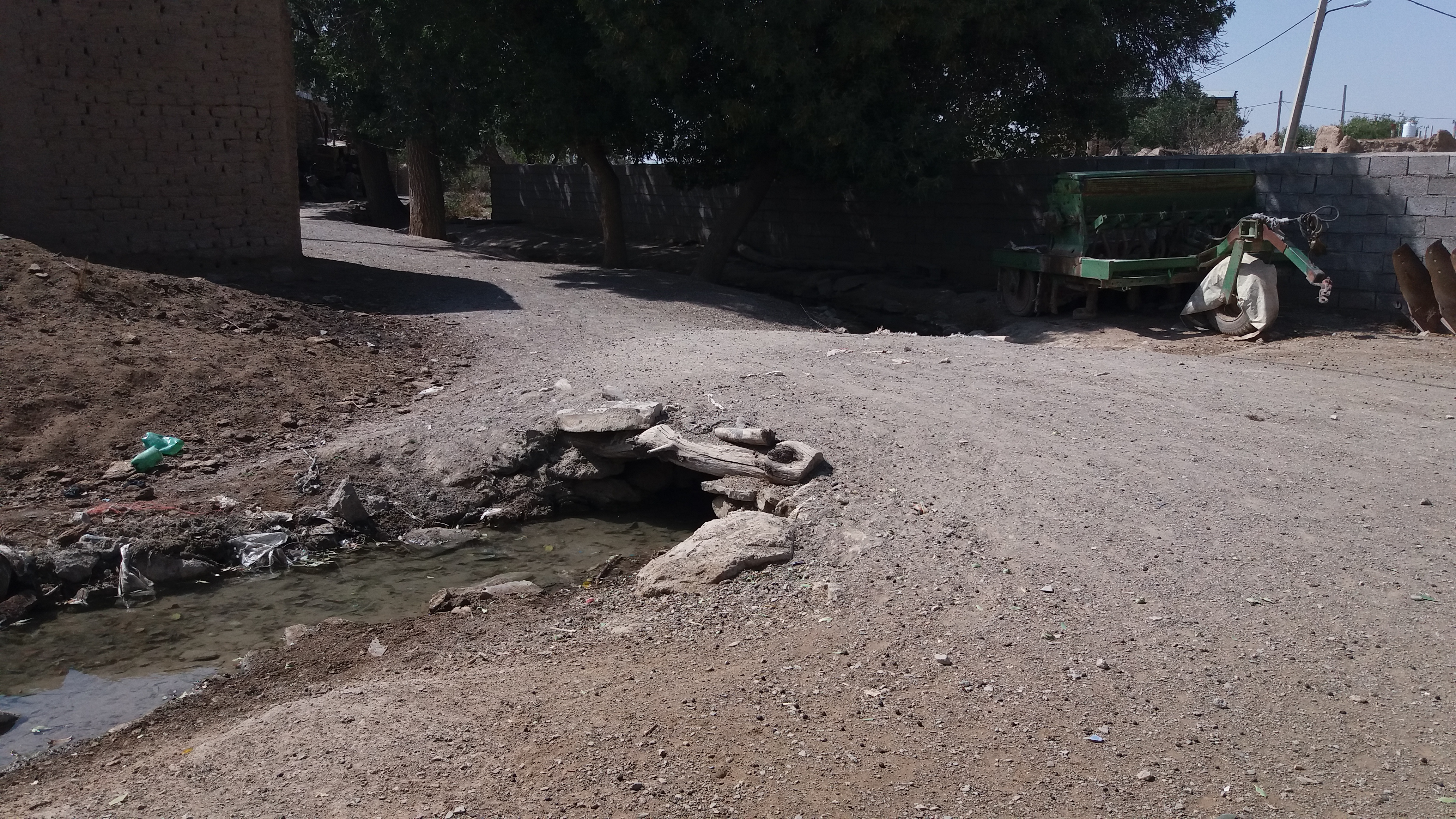
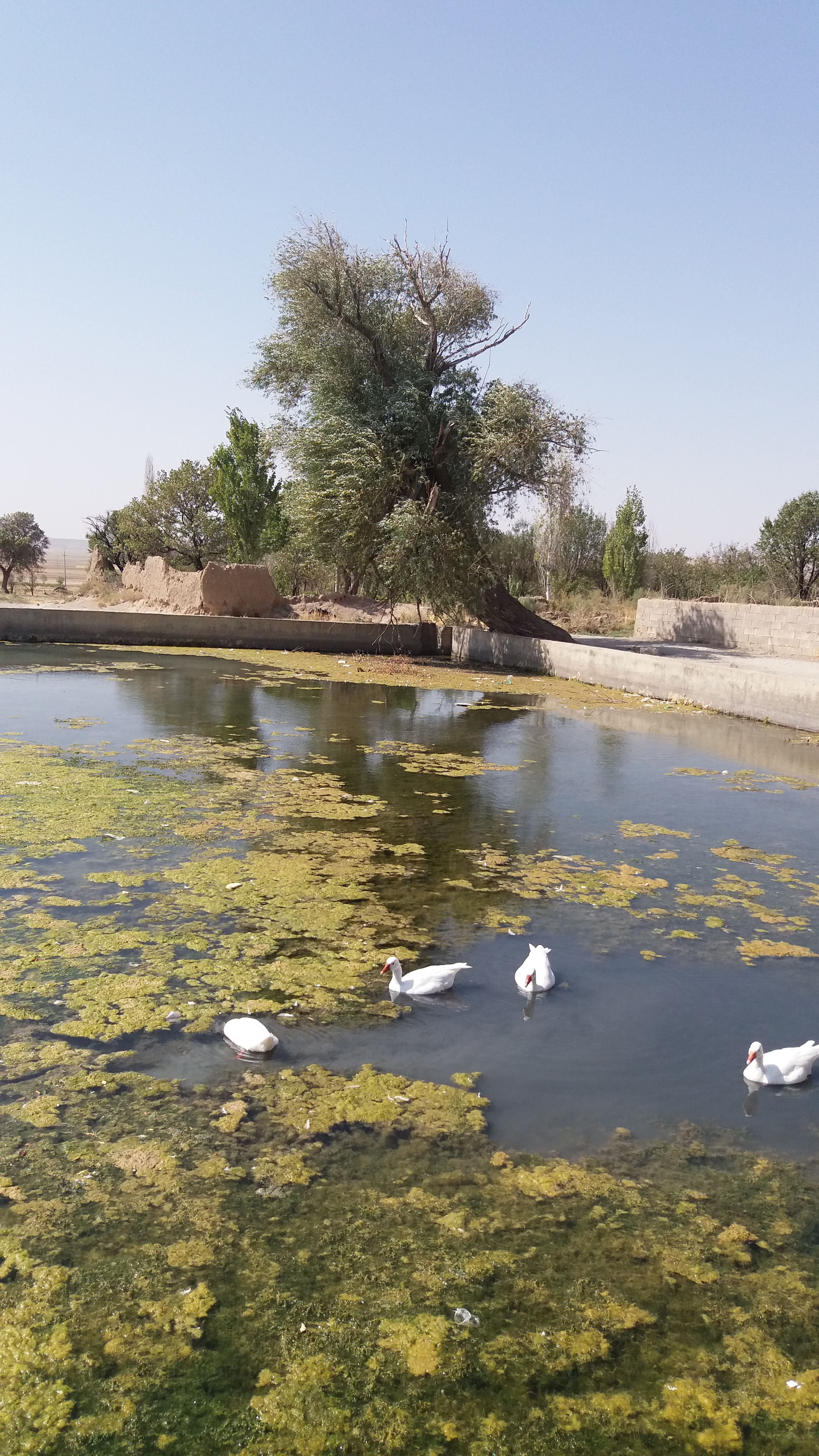
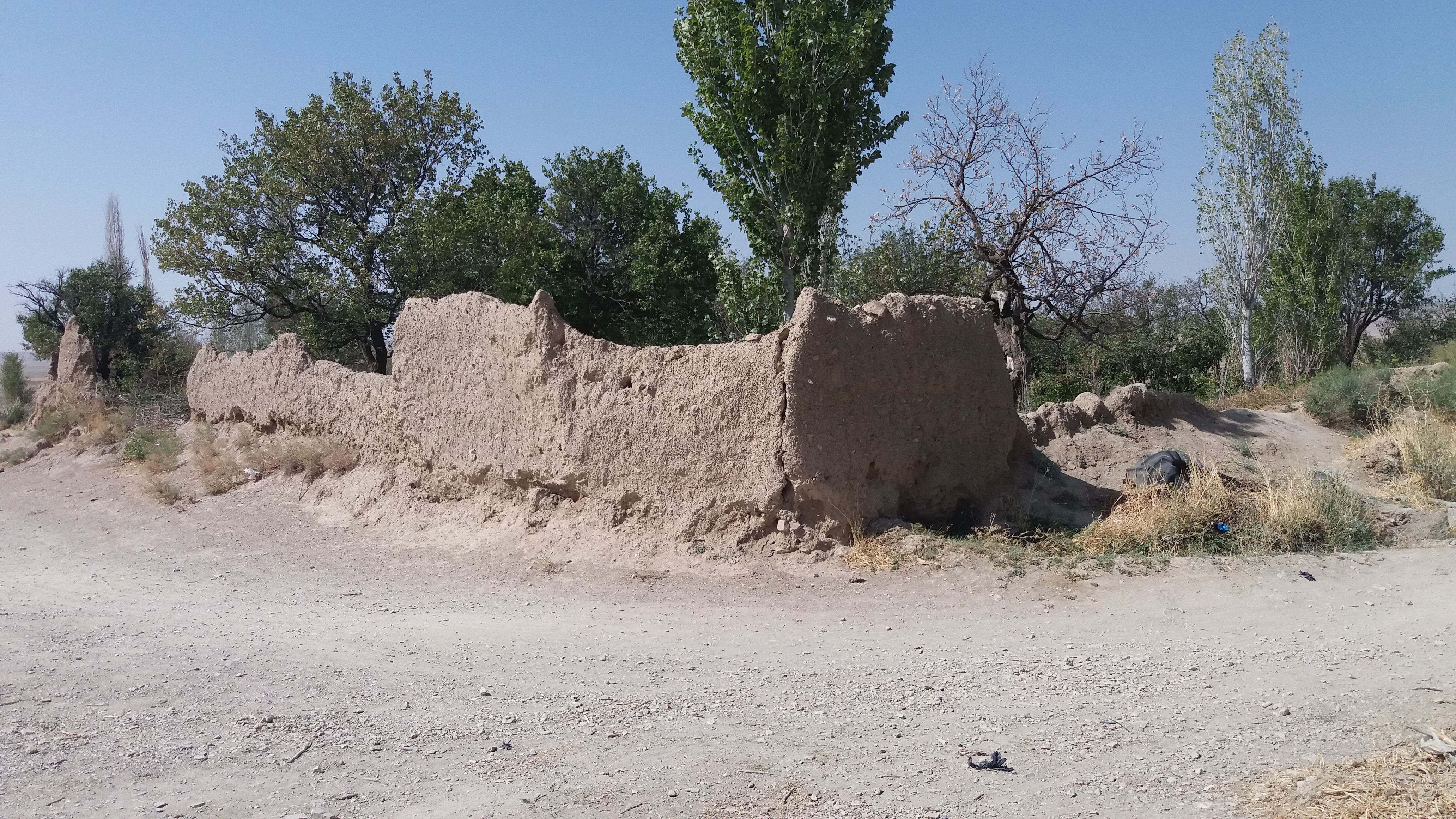

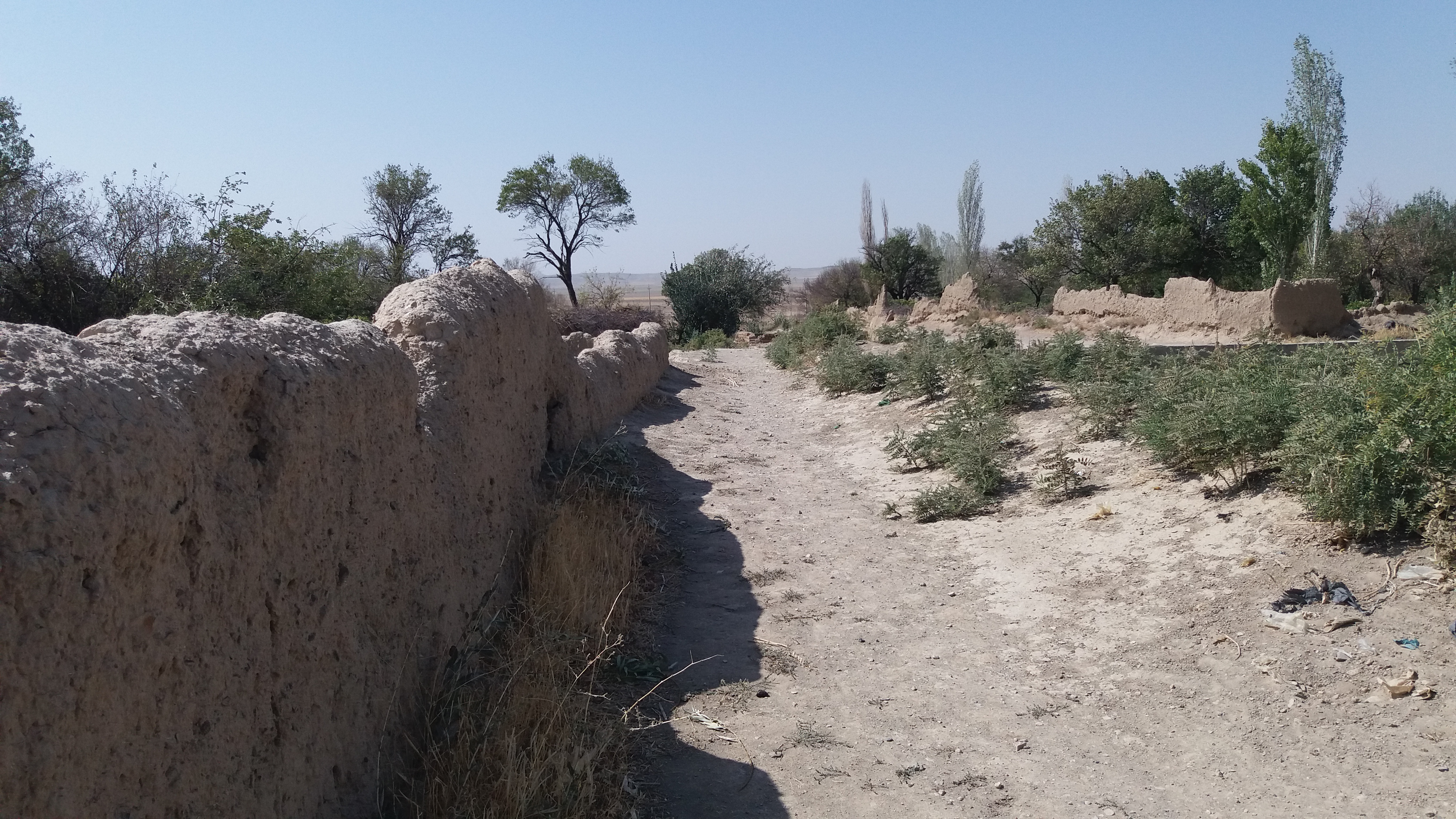
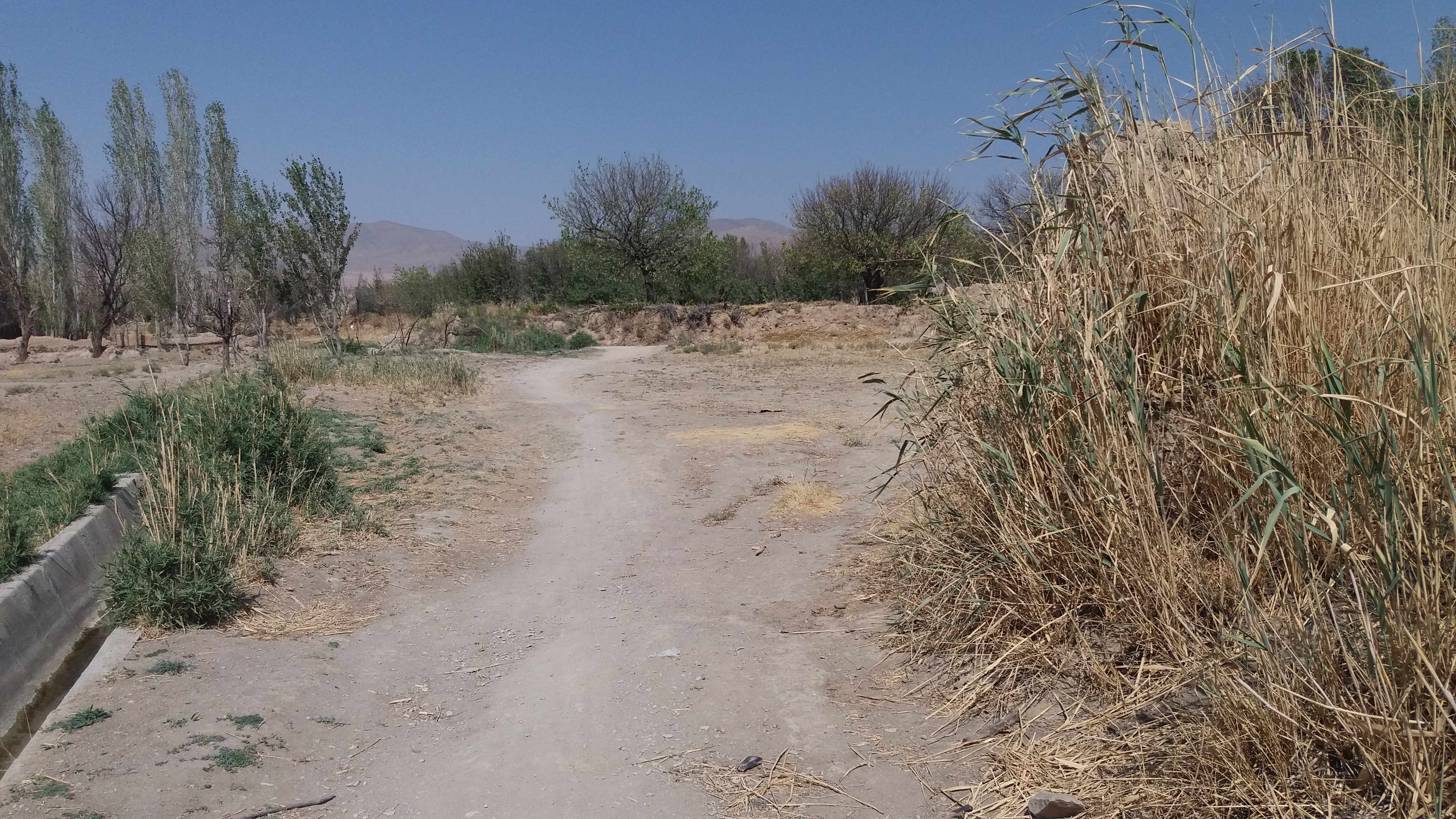
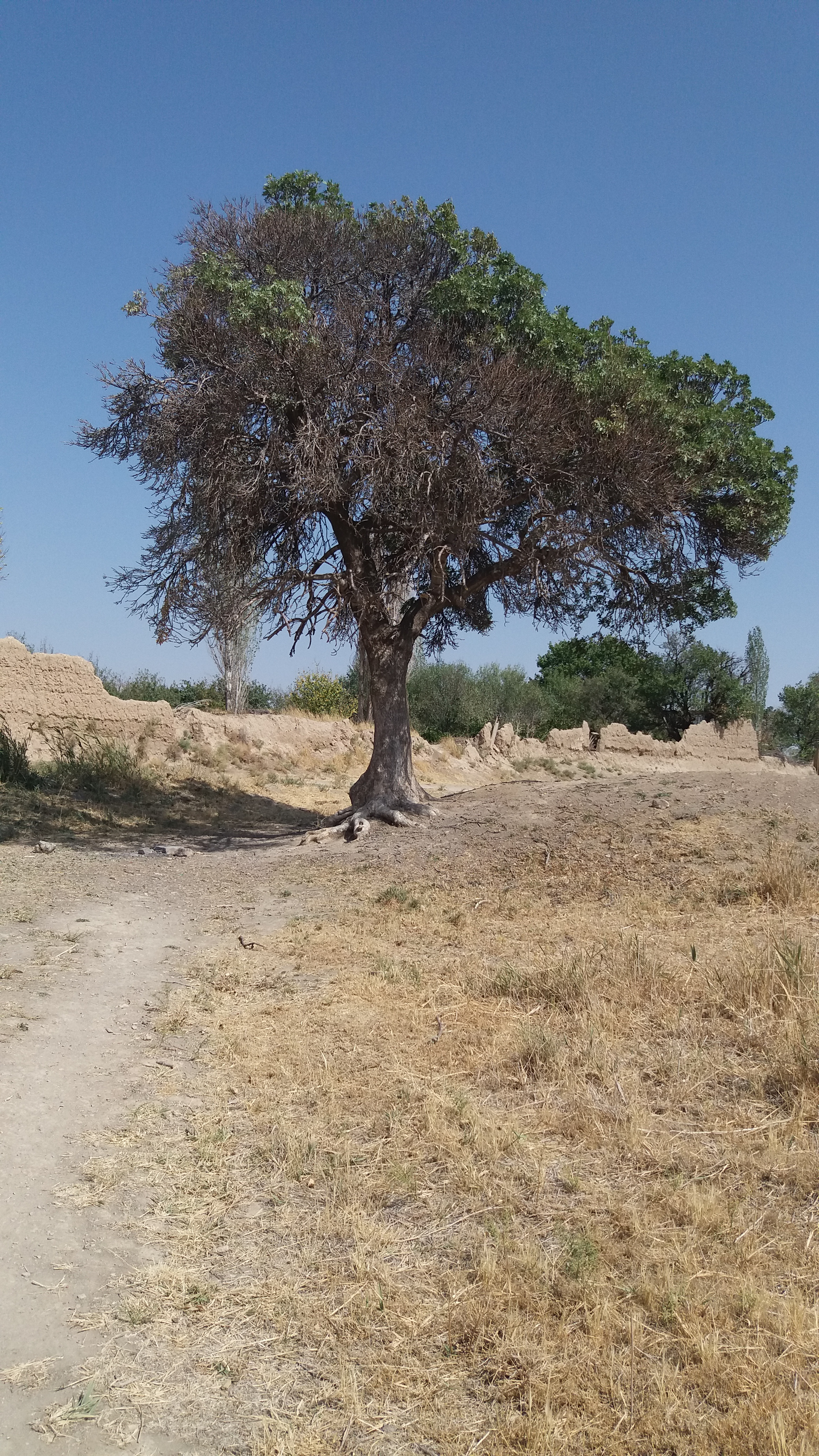